# هيت مونكي (مسلسل)
هيت مونكي هو مسلسل رسوم متحركة للكبار أمريكي قادم مبني على شخصية من ابتكار مارفل كومكس تحمل نفس الاسم.المسلسل من بطولة فريد تاتاسكاوري،جيسون سوديكس،جورج تاكي،أوليفيا مونوآلي ماكي.من المقرر عرض المسلسل على منصة هولو في 17 نوفمبر 2021.